# 曹誠模
曹誠模（韓語：조성모，1977年3月11日—），男，韓國歌手。

## 音樂作品

### 音樂專輯
- 1998年:《To Heaven》
- 1999年:《For your soul》
- 2000年:《Classic》
- 2000年:《Let me love》
- 2001年:《No more love》
- 2002年:《Best Of Best：Don t Forget To Remember 1998 To Heaven》
- 2003年:《歌人》
- 2005年:《My First》
- 2009年:《Second Half》
- 2009年:《永遠的唯一 (Digital Single)》
- 2010年:《被愛的日子 (Digital Single)》
- 2010年:《성모 Meet Brave (EP)》
- 2010年:《Thank You (EP)》
- 2010年:《Everyday Christmas》
- 2014年:《Wind Of Change》
- 2014年:《조성모 Special Single》

### 原聲帶歌曲
- 2002年：KBS《明成皇后》原聲帶〈Dry My Tears〉
- 2004年：SBS《巴黎戀人》原聲帶〈To Your Side〉
- 2004年：SBS《巴黎戀人》原聲帶〈Be With You〉
- 2006年：KBS《雪之女王》原聲帶〈Love...Tears Keep My Mind〉
- 2008年：SBS《風之畫師》原聲帶〈Song Of The Wind〉
- 2008年：SBS《風之畫師》原聲帶〈Longingn...〉
- 2010年：SBS《Coffee House》原聲帶〈I Will Smile〉
- 2012年：KBS《田禹治》原聲帶〈I Love You〉
- 2013年：SBS《結婚的女神》原聲帶〈Someday〉
- 2014年：SBS《無盡的愛》原聲帶〈I Love You〉
- 2014年：SBS《Punch》原聲帶〈The Love As It Is〉
- 2017年：MBC《擺飯桌的男人》原聲帶〈Love More〉
- 2018年：JTBC《第3種魅力》原聲帶〈Maybe We Are〉
- 2018年：KBS 2TV《我唯一的守護者》原聲帶〈每日相愛 每日離別 每日思念〉

## 綜藝節目
- 2005年3月27日、4月3日： SBS《X-Man》
- 2010年9月28日、10月5日：SBS《強心臟》EP-45、EP-46 一週年特輯
- 2016年10月26日：JTBC《隱藏歌手》第二季EP3 曹誠模篇
- 2014年9月5日： Mnet《EXO90：2014》
- 2014年12月20日、27日及2015年1月3日： MBC 《無限挑戰》 六六歌手特輯
- 2015年2月20日： MBC《無限挑戰》新年特輯 六六歌紀錄片 新年特輯
- 2016年5月1日、8日： SBS《Fantastic Duo》 EP3、EP4 我們愛過的歐爸們
- 2017年3月31日－5月5日：tvN《和時間賽跑的男人》
- 2018年5月26日： MBC《意外的Q》 EP4

## 獲獎列表
- 1998年：漢城歌手賞音樂錄影帶獎
- 1998年：MBC歌謠祭十大歌手
- 1999年：京仁放送與99韓國最高人氣演藝大賞─流行歌曲部分 人氣獎
- 1999年：漢城歌謠大賞─本賞、大賞
- 1999年：第十四屆金唱片獎─大賞
- 1999年：SBS歌謠大戰─本賞
- 1999年：KBS歌謠大賞─大賞
- 1999年：十大歌手歌謠祭─最佳人氣歌曲
- 1999年：M.NET音樂錄影帶 Festival─流行抒情曲類別 大獎
- 1999年：KMTV歌謠大戰─最佳音樂錄影帶獎
- 2000年：演藝藝術大賞─新世代歌謠歌手獎
- 2000年：韓國最高人氣演藝大賞─歌謠大賞
- 2000年：漢城歌謠大賞─本賞、大賞
- 2000年：第十五屆金唱片獎─大賞
- 2000年：SBS歌謠大戰─本賞、大賞
- 2000年：KBS歌謠大賞─青少年部分最優秀獎
- 2000年：MBC十大歌手歌謠祭─最佳人氣歌手獎
- 2000年：M.NET音樂錄影帶 Festival─最優秀作品獎
- 2000年：KMTV歌謠大戰─本獎
- 2001年：MBC十大歌手歌謠祭─本獎
- 2002年：韓國star善行大賞獎
- 2003年：韓國star善行大賞獎
- 2003年：第十八屆金唱片獎─大賞
- 2003年：SBS歌謠大戰─本賞
- 2003年：MBC十大歌手歌謠祭─本賞
- 2003年：M.NET音樂錄影帶 Festival─流行抒情曲類別大獎
- 2004年: M.NET音樂錄影帶 Festival─年度OST獎
- 2005年: 第二十屆金唱片獎─本賞

## 外部連結
- NAVER搜索 （页面存档备份，存于）